# Christopher Wilder

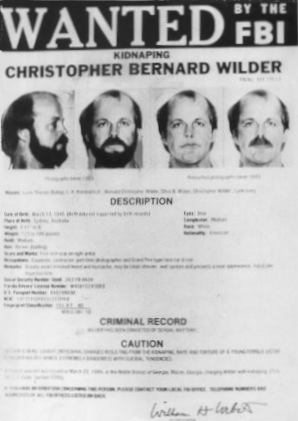
Fahndungsposter für Christopher Wilder

Christopher Bernard Wilder alias The Beauty Queen Killer (* 13. März 1945 in Sydney, New South Wales, Australien; † 13. April 1984 in Colebrook, New Hampshire, USA) war ein australischer Serienmörder, der 1984 durch die Vereinigten Staaten reiste und dabei mindestens acht junge Frauen entführte und ermordete.

## Leben
Christopher Wilder wurde am 13. März 1945 als ältester Sohn eines amerikanischen Marine-Offiziers und einer Australierin geboren. In seiner Kindheit war er unauffällig, bis er als 17-Jähriger zusammen mit Freunden wegen der Vergewaltigung einer jungen Frau am Strand von Sydney festgenommen wurde. Er bekannte sich schuldig und wurde zu einem Jahr Haft auf Bewährung sowie einer Behandlung mit Elektroschocktherapie verurteilt. Mit 23 heiratete er eine Frau, die ihn aber nach acht Tagen wieder verließ.
1969 emigrierte er nach Florida, USA, da ihm wegen eines Sexualdelikts der Prozess drohte. Unter dem Vorwand, als Fotograf Models für eine Agentur zu suchen, hatte er zwei 15-jährige Mädchen vom Strand aufgelesen, sie anschließend gefesselt und sie in unsittlichen Posen fotografiert. Die Ausreise gelang ihm nur deshalb, weil seine Eltern die Bürgschaft für ihn übernahmen. Er kaufte sich ein Haus, nahm an Autorennen teil und entdeckte sein Hobby als Fotograf. 1971 wurde er zu einer Geldstrafe verurteilt, weil er versuchte, Frauen dazu zu bringen, sich nackt von ihm fotografieren zu lassen. Kurz darauf wurde er wieder verhaftet und vor Gericht gestellt, weil er eine Studentin zum Oralverkehr gezwungen haben sollte. Er wurde jedoch von einer Jury freigesprochen. Drei Jahre später gab er sich als „David Pierce“ aus, der Models suche, die er unter Vertrag nehmen könne. Ein junges Mädchen, das ihm Vertrauen schenkte, setzte er unter Drogen und missbrauchte sie sexuell. Am 20. März 1984 kidnappte er unter demselben Vorwand eine 19-Jährige aus Tallahassee, mit der er bis zu einem Hotel in Bainbridge, Georgia, fuhr, wo er sie vergewaltigte und folterte. Unter anderem klebte er ihr die Augen zu. Sie schrie aber so laut, dass andere Hotelgäste Nachschau hielten und Wilder die Flucht ergriff. Durch die Aussagen des Mädchens alarmiert, schickte der örtliche Sheriff Patrouillen aus, um nach einem creme-farbenen Chrysler Sedan Ausschau zu halten, und schickte Bekanntmachungen in andere Staaten.
Immer unter dem Vorwand, ein Fotograf zu sein und Models für eine Agentur zu suchen, lockte Wilder junge Frauen an entlegene Orte, um sie anschließend zu vergewaltigen und zu ermorden. Den Namen „Beauty Queen Killer“ erhielt er von der Presse deshalb, weil er nur nach jüngeren Mädchen und Frauen Ausschau hielt. So war z. B. eines seiner Opfer, Elizabeth Kenyon, Gewinnerin des Titels „Orange Bowl Princess“ und Finalistin der „Miss Florida Wahl 1982“. Am 3. April 1984 wurde er wegen der kurzen Abstände zwischen den Verbrechen und der Grausamkeit seiner Morde in die Liste der zehn meistgesuchten Verbrecher des FBI (FBI Ten Most Wanted Fugitives) aufgenommen.

## Opfer

### Nachgewiesene Opfer
- Rosario Gonzales, 20, Florida
- Elizabeth Kenyon, 23, Florida
- Terry Ferguson, 21, Florida
- Suzanne Logan, 21, Oklahoma
- Terry Diane Walden, 24, Texas
- Sheryl Bonaventura, 21, Utah
- Michelle Korfman, 17, Kalifornien
- Beth Dodge, 33, New York

### Vermutete Opfer
- Marianne Schmidt und Christine Sharrock wurden 1965 an einem abgelegenen Strand in Sydney ermordet. Wilder gilt als einer der Hauptverdächtigen.
- Mary Opitz, 17, aus Fort Myers (Florida) wurde am 16. Januar 1981 in der „Edison Mall“ in Fort Myers zum letzten Mal gesehen. Von ihr gibt es bis heute keine Spur. Da aber nur knapp einen Monat später Mary Hare am selben Ort verschwand und erstochen aufgefunden wurde, gehen die Behörden auch hier von einem Verbrechen aus, zumal Zeugen aussagten, Christopher Wilder gesehen zu haben.
- Mary Hare, 18, wurde am 11. Februar 1981 ebenfalls in der „Edison Mall“ zuletzt gesehen. Ihr stark verwester Leichnam wurde im Juni 1981 in Lehigh Acres aufgefunden. Sie war erstochen worden. Die Behörden glauben, dass Christopher Wilder für den Mord verantwortlich ist, da Zeugen aussagten, ihn in der „Edison Mall“ gesehen zu haben.
- Die Leiche der 19-jährigen Melody Gay wurde am 10. März 1984 in einem Kanal in Florida treibend aufgefunden.
- Colleen Orsborn, 15, wurde am 19. März 1984 in Daytona Beach zuletzt gesehen. Zeugen sagten aus, Christopher Wilder an diesem Tag gesehen zu haben. Eine Klassenkameradin sagte zudem aus, dass ein Mann, den sie anhand von Fotos als Christopher Wilder identifizierte, Colleen 100 Dollar für Fotos angeboten habe. Ihre Leiche wurde einige Tage später aufgefunden, jedoch blieb sie 27 Jahre lang unidentifiziert. Erst 2011 konnte sie mittels DNA-Analyse als Colleen Orsborn identifiziert werden.[1]

### Überlebende
- Tina Marie Risico, 16, aus Torrance zwang er am 4. April 1984, hunderte Meilen mit ihm durchs Land zu reisen und ihm bei einigen seiner Morde zu helfen. Nach dem Mord an Beth Dodge brachte er sie zum Boston Logan Flughafen, gab ihr genug Geld für den Rückflug und verabschiedete sich.
- Dawnette Wilt, 16, aus Gary wurde am 7. April 1984 entführt, mehrfach vergewaltigt und gefoltert. In einem Wald bei Penn Yan versuchte Wilder, das Mädchen zu erwürgen. Aufgrund ihrer heftigen Gegenwehr stach er sie mehrmals mit einem Messer in Bauch und Rücken, worauf sie sich tot stellte. Als Wilder gegangen war, schleppte sie sich zu einer Straße und wurde von einem Autofahrer ins Krankenhaus gebracht. Dort lieferte sie der Polizei wichtige Hinweise (z. B. dass Wilder auf dem Weg nach Kanada sei).

## Versuchte Festnahme und Tod
Am Freitag, dem 13. April 1984 wurde Christopher Wilder an einer Tankstelle in Colebrook, New Hampshire, zwölf Meilen von der kanadischen Grenze entfernt, von den beiden Polizisten Wayne Fortier und Leo Jellison erkannt und gestellt. Als Wilder eine Pistole zog, kam es zum Handgemenge, wobei zwei Schüsse fielen: Die erste Kugel verletzte Wilder und traf einen Polizisten in die Brust, die zweite traf Wilder ins Herz und tötete ihn sofort. Offiziell gilt sein Tod als Selbstmord.